# Região Econômica do Volga
A Região Econômica do Volga (russo: Пово́лжский экономи́ческий райо́н, tr.: Povolzhsky ekonomichesky rayon) é uma das doze Regiões Econômicas da Rússia.

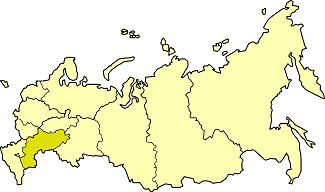
A Rússia e a Região Econômica do Volga

Tem uma superfície de 536.400 km², com uma população aproximada de 16.905.000 habitantes (a densidade é de 31 hab/km²), dos quais 73% é de população urbana.
As principais cidades da Região Econômica do Volga são Astracã, Elista, Kazan, Naberezhnyye Chelny, Penza, Samara, Saratov, Ulianovsk e Volgogrado.

## Composição
1. República da Calmúquia
2. República do Tartaristão
3. Oblast de Astracã
4. Oblast de Penza
5. Oblast de Samara
6. Oblast de Saratov
7. Oblast de Ulianovsk
8. Oblast de Volgogrado

## Indicadores socioeconômicos
A aprovação popular das mudanças econômicas estão acima da média nesta Região, tanto em termos de valorização da economia nacional como nas expectativas de melhorias nas próprias vidas e na economia familiar. O índice de consumo também é maior aqui do que em outras partes da Federação Russa. A expectativa de vida para homens e mulheres está um pouco acima da média nacional.
De toda maneira, o PIB está abaixo da média russa, o valor dos salários regionais está 18% abaixo da média do país, e são pagos com regularidade menor do que no resto da Rússia. As discrepâncias entre estes dados e o otimismo positivo dos indivíduos nesta Região pode ser explicado porque no Volga a quantidade de gente com dois trabalhos também é superior à média nacional.